# Никольское сельское поселение (Новгородская область)
Никольское сельское поселение — упразднённое с 12 апреля 2010 года муниципальное образование в Демянском муниципальном районе Новгородской области России.
Административный центр — село Никольское.
Территория сельского поселения расположена на юго-востоке Новгородской области на Валдайской возвышенности в юго-западной части Валдайского национального парка, к востоку от Демянска. На территории муниципального образования — исток реки Явонь. Территория сельского поселения выходит к западному берегу озера Вельё.
Никольское сельское поселение было образовано в соответствии с законом Новгородской области от 11 ноября 2005 года № 559-ОЗ.

## Населённые пункты
На территории сельского поселения были расположены 10 населённых пунктов — село Никольское и 9 деревень: Бураково, Вельё-Станы, Дунаевщина, Залужье, Исаково, Осинушка, Пабережье, Пестово, Подберёза.
С 12 апреля 2010 года входят в состав Песоцкого сельского поселения.